# Saropogon pollinosus
Saropogon pollinosus är en tvåvingeart som beskrevs av Friedrich Hermann Loew 1869. Saropogon pollinosus ingår i släktet Saropogon och familjen rovflugor. Inga underarter finns listade i Catalogue of Life.